# Steffie Spira

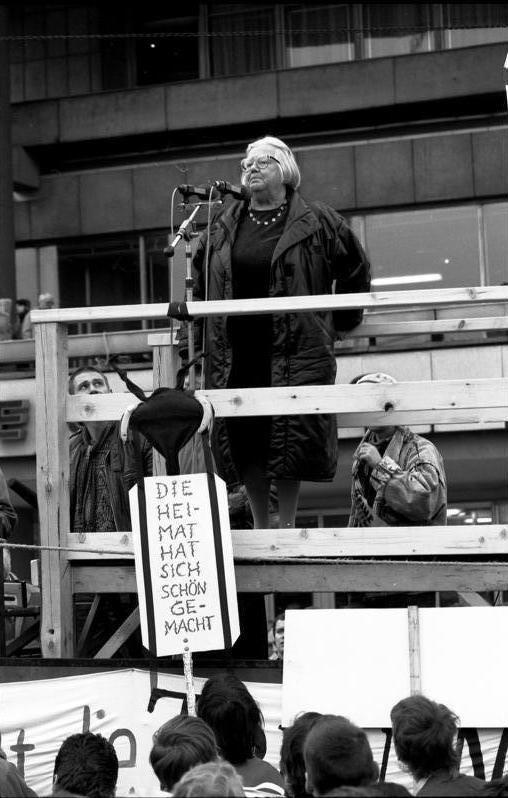
Steffie Spira am 4. November 1989 auf dem Alexanderplatz

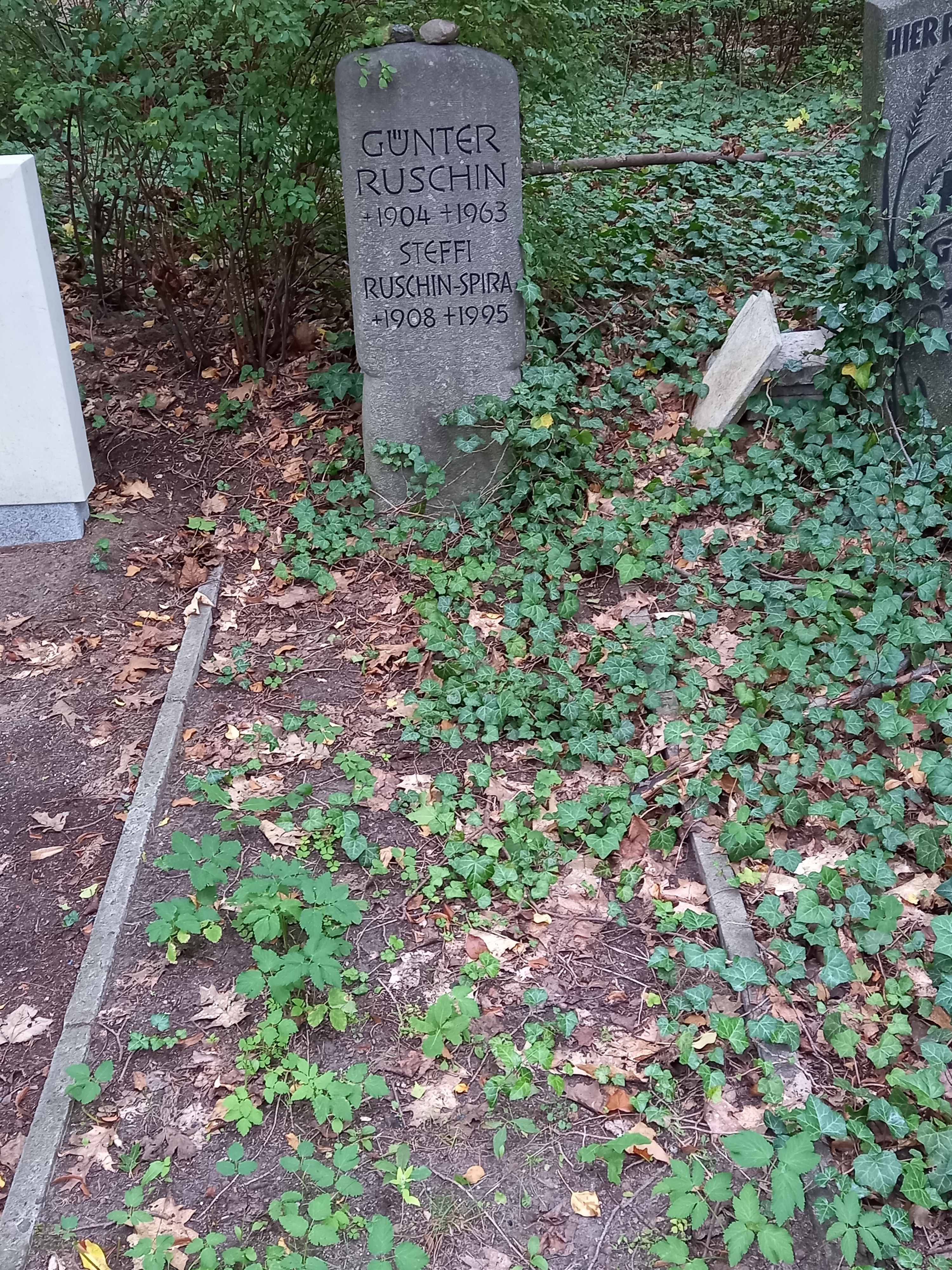
Das Grab von Steffie Spira und ihrem Ehemann Günter Ruschin auf dem Zentralfriedhof Friedrichsfelde in Berlin

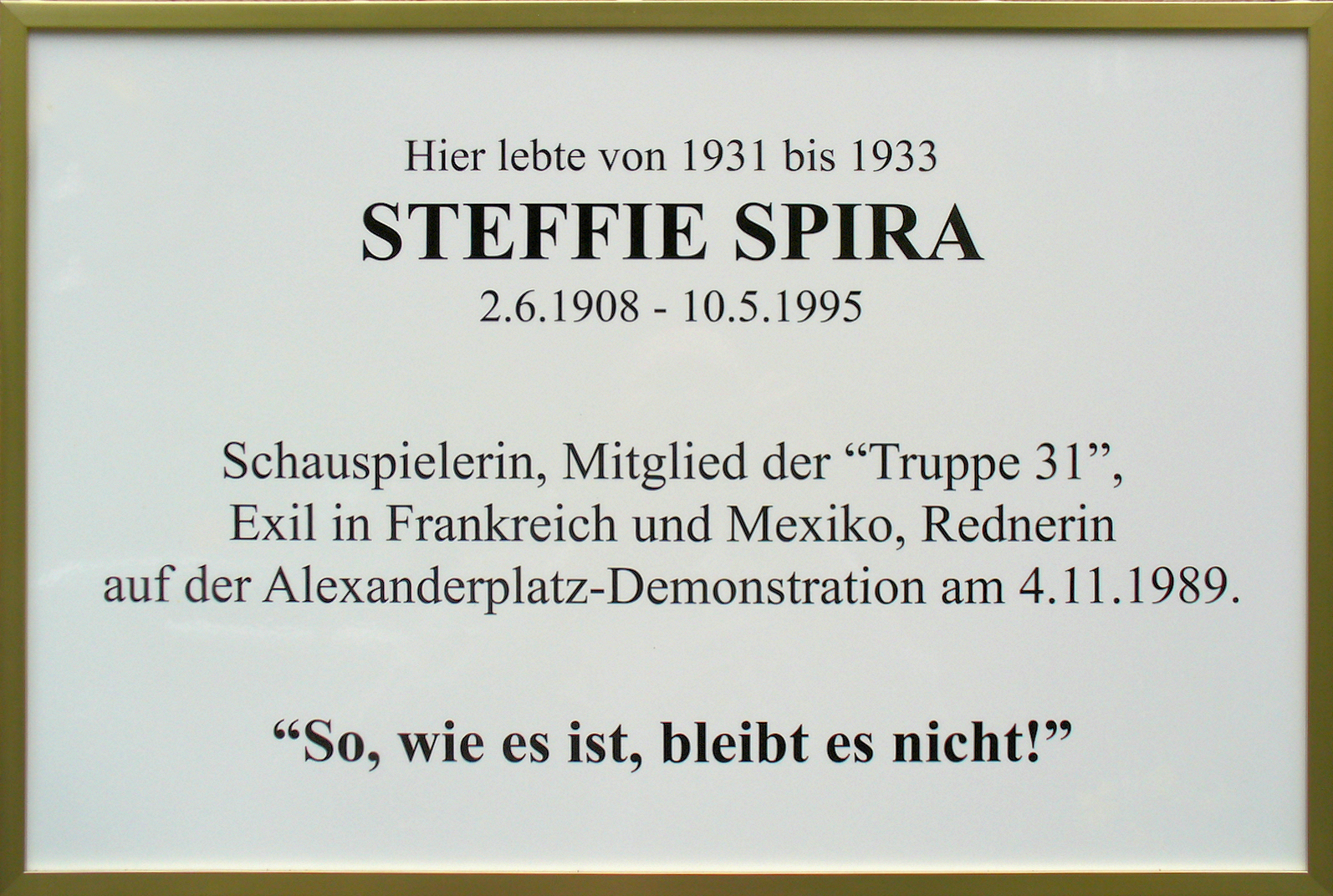
Gedenktafel am Haus Bonner Straße 9 in Berlin-Wilmersdorf

Steffie Spira (eigentlich Stephanie Spira, verheiratet Stephanie Spira-Ruschin, geboren 2. Juni 1908 in Wien, Österreich-Ungarn; gestorben 10. Mai 1995 in Berlin) war eine deutsche Schauspielerin. Sie prägte als Volksschauspielerin stark die sozialistische Theaterkultur der DDR. Spira spielte unter anderem in Theaterstücken von Bertolt Brecht, Gerhart Hauptmann und Nikolai Wassiljewitsch Gogol und wirkte in Film und Fernsehen mit.

## Biographie
Steffie Spira war die Tochter des Schauspielerehepaars Lotte und Fritz Spira. 1924 besuchte sie eine Schauspielschule und erhielt 1925 ihr erstes Engagement. 1926 arbeitete sie bei der Gewerkschaft der Schauspieler. Ab 1928 spielte Spira bei der Berliner Volksbühne. 1931 trat sie in die KPD ein und wurde dort Mitbegründerin der Theater-Truppe 1931. Verheiratet war sie ab 1931 mit dem Regisseur Günter Ruschin (1904–1963). 1933 emigrierte sie in die Schweiz. In 14 Jahren Exil erfolgte Theaterarbeit in Paris und dem Kabarett „Die Laterne“ sowie Brecht-Uraufführungen. Nach der Trennung von ihrem Mann wurde sie im Gefängnis in La Roquette und dem Frauenlager Camp de Rieucros inhaftiert, von wo aus die Flucht der Familie nach Mexiko erfolgte, wo sie wieder auf Anna Seghers traf. In Mexiko engagierte sie sich unter anderem im Heinrich-Heine-Klub.
1947 kehrte sie auf einem sowjetischen Frachter nach Deutschland zurück und spielte ab 1948 am Deutschen Theater unter Wolfgang Langhoff, vorwiegend in der Volksbühne in vielen großen Rollen (beispielsweise auch die Mutter Wolffen in „Der Biberpelz“ von Gerhart Hauptmann) und am Theater am Schiffbauerdamm. Im ersten Ernst-Thälmann-Film Ernst Thälmann – Sohn seiner Klasse (1954, Regie Kurt Maetzig), der das offizielle Geschichtsbild der SED noch kurz vor der Entstalinisierung widerspiegelt, spielt sie die Clara Zetkin.
Am 4. November 1989 hielt sie auf dem Berliner Alexanderplatz während der Alexanderplatz-Demonstration eine Rede vor rund einer halben Million Menschen und sprach sich gegen die Arroganz der Macht und für die Freiheit ihrer Nachkommen aus: „Ich wünsche für meine Urenkel, dass sie aufwachsen ohne Fahnenappell, ohne Staatsbürgerkunde, und dass keine Blauhemden mit Fackeln an den hohen Leuten vorübergehen!“
Ihre Grabstätte befindet sich mit der ihres Mannes auf dem Zentralfriedhof Friedrichsfelde in Berlin.
Ihr Sohn Thomas Ruschin arbeitet als Synchronregisseur. Ihre Schwester Camilla Spira war ebenfalls Schauspielerin.

## Filmografie (Auswahl)
- 1927: Wenn die Mutter und die Tochter
- 1929: Des Haares und der Liebe Wellen
- 1948: Der große Mandarin
- 1949: Die Brücke
- 1950: Bürgermeister Anna
- 1955: Ernst Thälmann – Führer seiner Klasse
- 1956: Thomas Müntzer – Ein Film deutscher Geschichte
- 1958: Der Prozeß wird vertagt
- 1959: Das Feuerzeug
- 1960: Alwin der Letzte
- 1960: Fernsehpitaval: Der Fall Dibelius – Schnoor (Fernsehreihe)
- 1961: Schneewittchen
- 1962: Josef und alle seine Brüder (Fernsehfilm)
- 1963: Geheimarchiv an der Elbe
- 1963: Die Glatzkopfbande
- 1968: Frauen in Ravensbrück (Dokumentarfilm, Sprecherin)
- 1969/1977: Die seltsame Reise des Alois Fingerlein (Theateraufzeichnung)
- 1971: Avantgarde (Theateraufzeichnung)
- 1972: Die große Reise der Agathe Schweigert
- 1972: Die Bilder des Zeugen Schattmann (TV-Vierteiler)
- 1972: Florentiner 73 (TV)
- 1974: Neues aus der Florentiner 73 (TV)
- 1977: Du und icke und Berlin (TV)
- 1977: ...inklusive Totenschein (TV)
- 1979: Gelb ist nicht nur die Farbe der Sonne (TV)
- 1982: Die Beunruhigung
- 1983: Nachts schlafen die Ratten doch (nach der gleichnamigen Kurzgeschichte von Wolfgang Borchert)
- 1984: Eine sonderbare Liebe
- 1984: Klassenkameraden (TV)
- 1986: Blonder Tango
- 1986: Fahrschule
- 1986: Neumanns Geschichten (TV-Serie)
- 1988: Die Schauspielerin
- 1988: Die Geschichte von der Gänseprinzessin und ihrem treuen Pferd Falada
- 1990: Polizeiruf 110: Allianz für Knete (TV-Reihe)

## Theater
- 1926: Fritz Stavenhagen: Der dütsche Michel (Tochter) – Regie: Erwin Kalser (Theater Volksbühne am Bülowplatz Berlin)
- 1927: Bertolt Brecht: Mann ist Mann – Regie: Erich Engel (Theater Volksbühne am Bülowplatz Berlin)
- 1928: Johann Nestroy: Das Mädl aus der Vorstadt – Regie: Jürgen Fehling (Theater Volksbühne am Bülowplatz Berlin)
- 1928: William Shakespeare: Was ihr wollt – Regie: Viktor Schwanneke (Theater Volksbühne am Bülowplatz Berlin)
- 1933: Gustav von Wangenheim: Die Mausefalle – Regie: Gustav von Wangenheim (Truppe 1931)
- 1948: Gerhart Hauptmann Der Biberpelz (Frau Wolff) – Regie: Robert Trösch (Volksbühne Berlin)
- 1949: Anatoli Sofronow: Der Moskauer Charakter – Regie: Hans Rodenberg (Haus der Kultur der Sowjetunion)
- 1949: James Gow: Tiefe Wurzeln (Mammy Bella) – auch Regie (Volksbühne Berlin)
- 1950: Aristophanes: Lysistrata (Lampito aus Sparta) – Regie: Franz Reichert (Volksbühne Berlin)
- 1950: Henrik Ibsen: Stützen der Gesellschaft – Regie: Fritz Wisten (Theater am Schiffbauerdamm)
- 1952: Maxim Gorki: Die Feinde – Regie: Fritz Wisten (Theater am Schiffbauerdamm)
- 1952: Peter Karvaš: Menschen unserer Straße – Regie: Gottfried Herrmann (Theater am Schiffbauerdamm)
- 1953: Georgi Mdiwani: Wo der Schuh drückt – Regie: Werner Strewe (Theater am Schiffbauerdamm)
- 1953: Nikolai Gogol: Die Heirat (Fjokla) – Regie: Franz Kutschera (Theater am Schiffbauerdamm)
- 1953: Hedda Zinner: Der Teufelskreis – Regie: Fritz Wisten (Volksbühne Berlin)
- 1954: Wassili Schwarkin: Ein fremdes Kind – Regie: Robert Trösch (Volksbühne Berlin)
- 1954: Leo Tolstoi: Anna Karenina (Gräfin Stscherbazkaja) – Regie: Werner Stewe (Volksbühne Berlin)
- 1956: Gerhart Hauptmann: Die Ratten (Frau Hassenreuter) – Regie: Walther Suessenguth (Volksbühne Berlin)
- 1956: Jean-Paul Sartre: Nekrassow (Landstreicherin) – Regie: Fritz Wisten (Volksbühne Berlin)
- 1956: Pierre Augustin Caron de Beaumarchais: Die Hochzeit des Figaro (Der tolle Tag) – Regie: Kurt Jung-Alsen (Volksbühne Berlin)
- 1957: Franz und Paul von Schönthan: Der Raub der Sabinerinnen – Regie: Rochus Gliese (Volksbühne Berlin)
- 1959: Herbert Keller: Begegnung 1957 – Regie: Hagen Mueller-Stahl (Volksbühne Berlin – Theater im 3. Stock)
- 1959: Slátan Dudow/Michael Tschesno-Hell: Der Hauptmann von Köln – Regie: Otto Tausig (Volksbühne Berlin)
- 1960: Ludwig Thoma: Moral – Regie: Ernst Kahler (Volksbühne Berlin)
- 1960: Gerhart Hauptmann: Fuhrmann Henschel – Regie: Erich-Alexander Winds (Volksbühne Berlin)
- 1961: Friedrich Wolf: Beaumarchais oder Die Geburt des Figaro (Provinzschauspielerin) – Regie: Rudi Kurz (Volksbühne Berlin)
- 1961: Robert Adolf Stemmle/Erich Engel: Affäre Blum (Frieda Bremer) – Regie: Hagen Mueller-Stahl (Volksbühne Berlin)
- 1961: Walter Hasenclever: Ein besserer Herr (Frau Schnütchen) – Regie: Emil Stöhr (Volksbühne Berlin)
- 1970: Bertolt Brecht: Der gute Mensch von Sezuan (Teppichhändlerin) – Regie: Benno Besson (Volksbühne Berlin)
- 1983: Günther Weisenborn: Ramilie von Nevada (Puppe Ohme) – Regie: Herbert Fischer (Szenische Lesung in der Akademie der Künste der DDR)
- 1984: Paul Gratzik: Die Axt im Haus (Ehemalige Großbäuerin) – Regie: Harald Warmbrunn (Volksbühne Berlin – Theater im III. Stock)
- 1985: Swetlana Alexijewitsch: Der Krieg hat kein weibliches Gesicht – Regie: Kurt Veth (Theater im Palast)

## Hörspiele
- 1948: Günter Dahn und Willi Perck: Kampf um die Ruhr – Regie: Gottfried Herrmann (Berliner Rundfunk)
- 1958: Henrik Ibsen: Stützen der Gesellschaft (Frau Holt) – Regie: Erich-Alexander Winds (Hörspiel – Rundfunk der DDR)

## Auszeichnungen
- 1985: Ehrenmitglied im Verband der Theaterschaffenden der DDR